# Offutt Pinion
Offutt Pinion (n. 23 martie 1910, Kentucky, SUA – d. 30 septembrie 1976, California, SUA) a fost un trăgător de tir ce a reprezentat Statele Unite ale Americii, medaliat olimpic. A participat la o ediție a Jocurilor Olimpice (1956) în care a câștigat o medalie de bronz.

## Participări
Lista de mai jos prezintă principalele competiții la care a participat Offutt Pinion de-a lungul carierei.
- shooting at the 1956 Summer Olympics – men's 50 metre pistol[*]